# The Casablanca Years
The Casablanca Years es un álbum recopilatorio de la cantante y actriz estadounidense Cher, lanzado en junio de 1994, con un relanzamiento en abril de 1996. Este álbum presenta las nueve canciones de su álbum Take Me Home (lanzado en 1979), y las ocho canciones de su álbum Prisioner (lanzado en el mismo año).

## Track listing
| #   | Title                          | Composers               | Producers | Time |
| --- | ------------------------------ | ----------------------- | --------- | ---- |
| 1.  | Take Me Home                   | Aller, Esty             | Bob Esty  | 6:45 |
| 2.  | Wasn't It Good                 | Aller, Esty             | Bob Esty  | 4:20 |
| 3.  | Say The Word                   | Aller, Esty             | Bob Esty  | 4:59 |
| 4.  | Happy Was The Day We Met       | Castro                  | Bob Esty  | 4:00 |
| 5.  | Git Down (Guitar Groupie)      | Aller, Esty             | Bob Esty  | 3:44 |
| 6.  | Love & Pain                    | Bear                    | Ron Dante | 3:25 |
| 7.  | Let This Be A Lesson To You    | Snow                    | Bob Esty  | 3:17 |
| 8.  | It's Too Late (To Love Me Now) | Bourke, Dobbins, Wilson | Bob Esty  | 3:39 |
| 9.  | My Song (Too Far Gone)         | Cher, Hudson            | Ron Dante | 3:54 |
| 10. | Prisoner                       | Paich, Williams         | Bob Esty  | 5:52 |
| 11. | Holdin' Out For Love           | Snow, Weil              | Bob Esty  | 4:27 |
| 12. | Shoppin'                       | Aller, Esty             | Bob Esty  | 4:32 |
| 13. | Boys and Girls                 | Falcon                  | Bob Esty  | 3:43 |
| 14. | Mirror Image                   | Brooks, Esty            | Bob Esty  | 4:56 |
| 15. | Hell on Wheels                 | Aller, Esty             | Bob Esty  | 5:30 |
| 16. | Holy Smoke!                    | Aller, Esty             | Bob Esty  | 4:59 |
| 17. | Outrageous                     | Aller, Esty             | Bob Esty  | 3:19 |